# Fotodesintegración
La fotodesintegracón (también llamada fototransmutación) es un proceso físico en el cual un fotón gamma de muy alta energía es absorbido por un núcleo atómico causando que este entre en un estado excitado, que inmediatamente decae emitiendo una partícula subatómica. Un solo protón, neutrón o partícula alfa es efectivamente expulsada del núcleo por el rayo gamma incidente. Este proceso es el inverso al de fusión nuclear, donde elementos ligeros a muy altas temperaturas se combinan para formar elementos más pesados liberando energía en el proceso. La fotodesintegración es endotérmica (que necesita energía) para núcleos atómicos más ligeros que el hierro y exótermica (que libera energía) para núcleos atómicos más pesados que el hierro. La fotodesintegración es responsable de la nucleosíntesis de, al menos, algunos elementos pesados ricos en protones vía proceso p que tiene lugar en las supernovas.

## Fotodesintegración del deuterio
Una reacción de fotodesintegración:

{\displaystyle {}_{1}^{2}{\text{D}}+\gamma \to \;{}_{1}^{1}{\text{H}}+{\hbox{n}}}

fue usada por James Chadwick y Maurice Goldhaber para medir la diferencia de masa entre un protón y un neutrón. Este experimento demuestra que un neutrón no es una partícula compuesta por un protón y un electrón, como Ernest Rutherford pensaba.

## Fotodesintegración del berilio
La fotodesintegración del berilio causada por rayos gamma provenientes del antimonio-124 es usada como una fuente de neutrones térmicos.

## Hipernova
En explosiones de estrellas gigantes (250 o más veces la masa del sol), la fotodesintegración es un factor importante en el evento de supernova. A medida que la estrella alcanza el final de su vida, llega a temperaturas y presiones donde los efectos de la absorción de energía por la fotodesintegración reducen temporalmente la presión y temperatura dentro del núcleo de la estrella. Esto causa que el núcleo empiece a colapsar como consecuencia de la energía que se "gasta" en la fotodesintegración, y el núcleo colapsado lleva a la formación de un agujero negro. Una porción de la masa escapa en forma de chorros relativistas, que pudieron haber "rociado" los primeros elementos metálicos hacia el universo.

## Fotofisión
La fotofisión es un proceso similar al de fotodesintegración donde un núcleo, luego de absorber rayos gamma, experimenta la fisión nuclear (se parte en dos núcleos más pequeños de masa similar). Se ha demostrado que rayos gamma de muy alta energía puede inducir la fisión en elementos ligeros como el estaño.